# Cladonia fimbriata
Cladonia fimbriata (L.) Fr. (1831), è una specie di lichene appartenente al genere Cladonia,  dell'ordine Lecanorales.
Il nome proprio deriva dal latino fimbriatus, che significa ornato con frange, in ambito botanico più precisamente vale fornito di filamenti, ad indicare la consistenza dei soredi.

## Caratteristiche fisiche
Il tallo primario ha poche squamule, non ubicate nelle vicinanze del substrato. I podezi hanno forma di calice, abbastanza larghi; sono quasi interamente ricoperti da soredi di consistenza farinosa, con coppe strette al termine di lunghi e sottili peduncoli. Confondibile facilmente con C. pocillum, C. pyxidata e C. chlorophaea.
Il fotobionte è principalmente un'alga verde delle Trentepohlia.

## Habitat
Questa specie cresce in zone con il clima che varia da temperato ad alpino di tipo artico su legni marcescenti, su tronchi di alberi abbattuti e anche su suoli ricchi di humus; è molto diffusa in tutta la regione olartica. Predilige un pH del substrato con valori intermedi fra molto acido e subneutro. Il bisogno di umidità spazia da igrofitico a mesofitico.

## Località di ritrovamento
La specie è cosmopolita, ed è stata rinvenuta nelle seguenti località: 
- Germania (Sassonia-Anhalt, Baviera, Berlino, Brema (stato), Meclemburgo, Renania-Palatinato, Schleswig-Holstein, Baden-Württemberg, Brandeburgo, Amburgo, Essen, Bassa Sassonia, Renania Settentrionale-Vestfalia, Sassonia, Turingia);
- Canada (Alberta, Columbia Britannica, Terranova, Labrador, Ontario, Manitoba, Nuovo Brunswick, Nuova Scozia, Nunavut, Québec (provincia), Saskatchewan, Yukon);
- Stati Uniti (Nuovo Messico, Illinois, Colorado, Indiana, Iowa, Carolina del Sud, Idaho, Alabama, Alaska, Arkansas, Distretto di Columbia, Maine, Maryland, Michigan, Minnesota, Missouri, Montana, Nebraska, Nevada, New York, Dakota del Nord, Ohio, Oregon, Rhode Island, Texas, Vermont, Washington, Virginia Occidentale, Wisconsin, Utah, Hawaii, Massachusetts);
- Spagna (Aragona, Cantabria, Castiglia e León, Madrid);
- Australia (Australia occidentale, Nuovo Galles del Sud);

- India (Tamil Nadu);

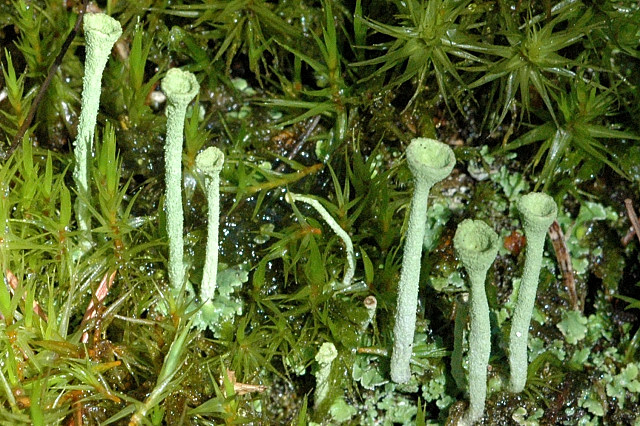
Cladonia fimbriata

- Austria (Oberösterreich, Salisburgo, Steiermark);
- Russia (Oblast di Tomsk);
- Cina (Hebei, Heilongjiang, Hubei, Shaanxi, Xinjiang, Yunnan);

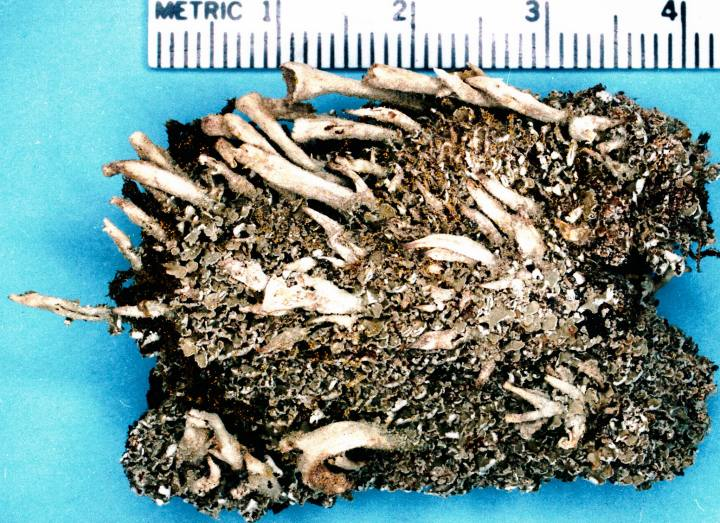
Cladonia fimbriata

- Afghanistan, Albania, Andorra, Antartide, Antigua, Argentina, Bahamas, Bermuda, Bhutan, Camerun, Cile, Cipro, Corea del Sud, Danimarca, Estonia, Finlandia, Georgia del Sud, Groenlandia, Guadalupa, India, Indonesia, Irlanda, Islanda, Isole Azzorre, Isole Canarie, Isole Comore, Isole Orcadi meridionali, Isole Svalbard, Lituania, Lussemburgo, Madera, Marocco, Mongolia, Norvegia, Nuova Caledonia, Nuova Zelanda, Oceania, Paesi Bassi, Pakistan, Perù, Polonia, Portogallo, Regno Unito, Repubblica Ceca, Réunion, Romania, Saint-Pierre e Miquelon, Cladonia fimbriata Sandwich Australi, Sant'Elena, Serbia, Siria, Sudafrica, Svezia, Svizzera, Tagikistan, Tunisia, Turchia, Ungheria, Uruguay, Venezuela.

In Italia è fra le specie di Cladonia più diffuse: 
- Valle d'Aosta - comune nelle valli, alquanto rara sui monti
- Piemonte - rara lungo l'arco alpino, abbastanza comune altrove
- Lombardia - molto rara lungo l'arco alpino e nelle zone padane, comune altrove
- Trentino-Alto Adige - Alquanto comune nelle valli, rara nelle zone montuose
- Friuli - comune nelle zone settentrionali, abbastanza rara in quelle meridionali
- Veneto - alquanto comune nelle zone vallive al confine col Trentino, rara nelle zone montuose e in quelle padane

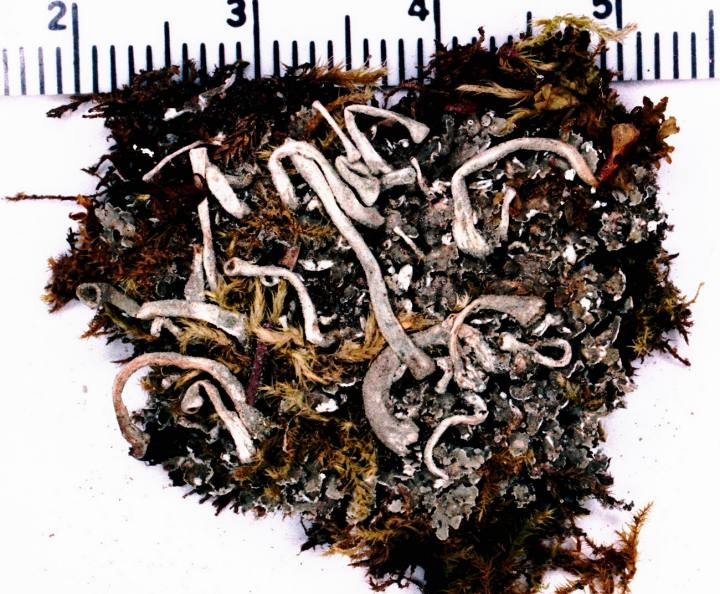
Cladonia fimbriata

- Liguria - molto comune nell'arco orientale, comune in quello occidentale
- Toscana - abbastanza comune lungo le zone costiere, comune in quelle interne
- Emilia-Romagna - abbastanza rara lungo l'arco appenninico, molto rara nelle zone di pianura
- Lazio - abbastanza comune lungo le zone costiere, comune in quelle interne
- Umbria - comune in tutta la regione
- Marche - abbastanza comune in tutta la regione
- Abruzzi - da abbastanza comune nelle zone costiere a comune in quelle interne
- Molise - da molto rara nelle zone costiere ad abbastanza comune in quelle interne
- Campania - abbastanza comune nel casertano, avellinese e beneventano, comune o molto comune nel napoletano e salernitano
- Basilicata - da abbastanza rara nel metapontino a comune al confine con la Campania
- Puglia - molto comune nel Gargano, comune nel foggiano interno, barese e tarantino; abbastanza rara altrove.

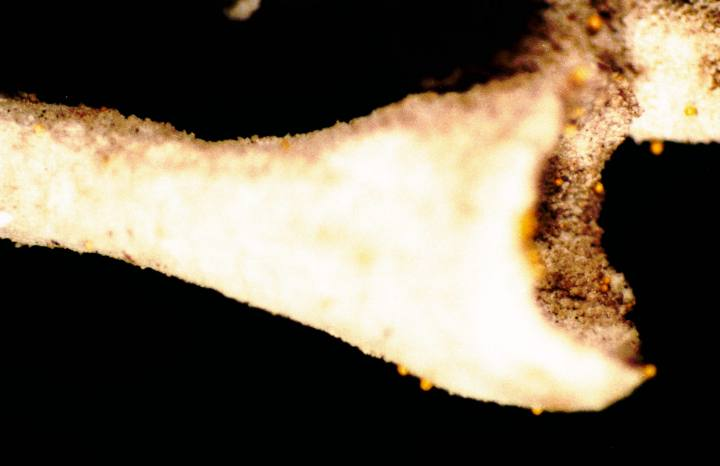
Cladonia fimbriata, primo piano dell'apotecio

- Calabria - da abbastanza rara sulla costiera ionica a comune su quella tirrenica
- Sicilia - da abbastanza rara nelle zone costiere meridionali e occidentali a comune nel messinese
- Sardegna - da abbastanza rara sulle coste orientali a comune su quelle occidentali.

## Tassonomia
Questa specie è attribuita alla sezione Cladonia; a tutto il 2008 sono state identificate le seguenti forme, sottospecie e varietà:
- Cladonia fimbriata f. abortiva Harm.
- Cladonia fimbriata f. anablastematica Wallr. ex Vain.
- Cladonia fimbriata f. balfourii (Cromb.) Vain., (= Cladonia subradiata).
- Cladonia fimbriata f. carpophora (Flörke) Zahlbr. (1927).
- Cladonia fimbriata f. ceratostelis (Wallr.) Körb. (1855).
- Cladonia fimbriata f. ceratostellis Llimona & Hladun, nom. confus.

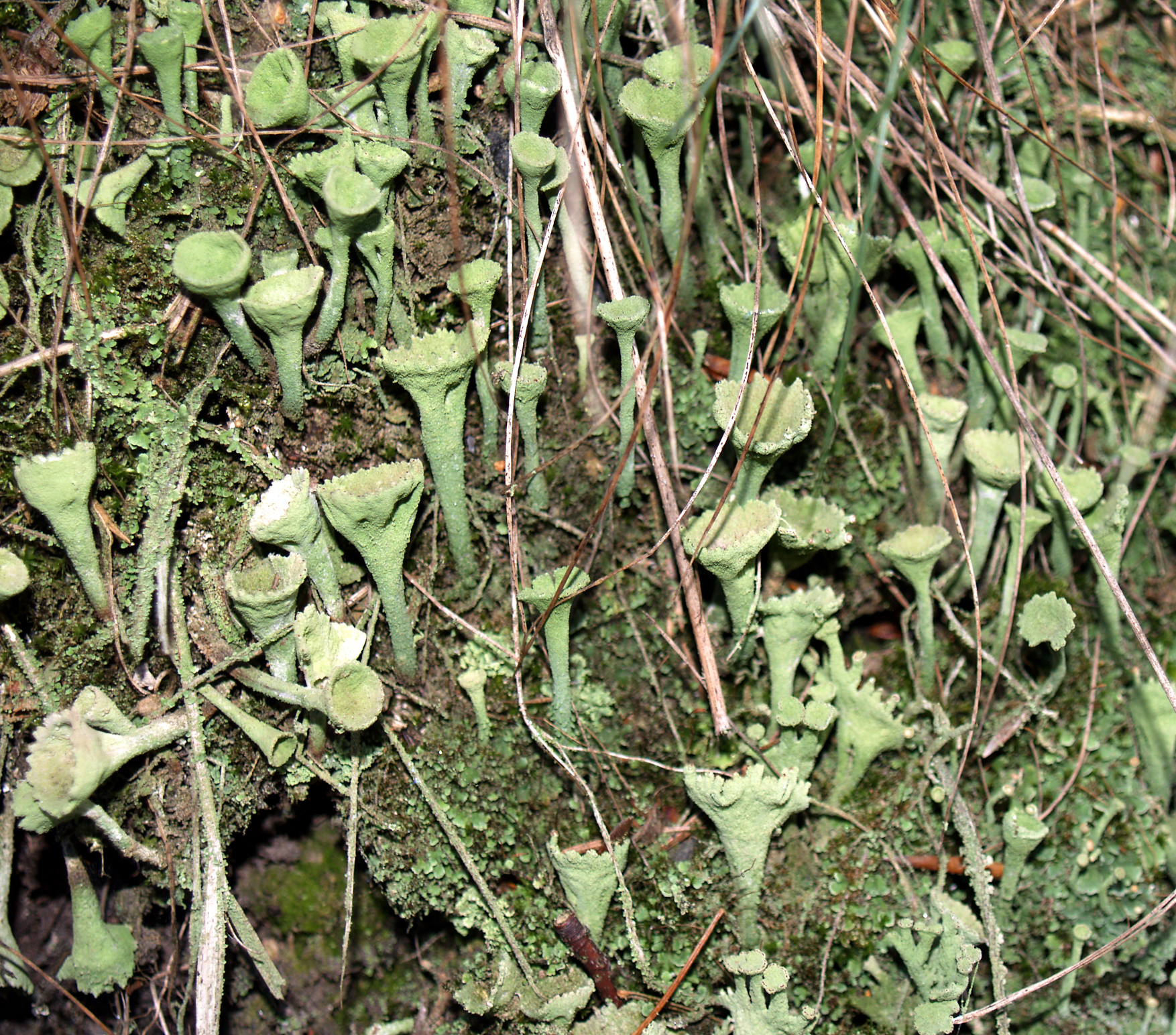
Cladonia fimbriata

- Cladonia fimbriata f. chlorophaeoides Vain.
- Cladonia fimbriata f. chordalis Ach.
- Cladonia fimbriata f. conista (Ach.) Nyl.
- Cladonia fimbriata f. cornigera (Vain.) Vain. (1894).
- Cladonia fimbriata f. denticulata (Flörke) Coem. (1927).
- Cladonia fimbriata f. echinodella Harm.
- Cladonia fimbriata f. fibula (Ach.) Vain.
- Cladonia fimbriata f. fimbriata (L.) Fr. (1831).
- Cladonia fimbriata f. integra (Wallr.) H. Olivier.
- Cladonia fimbriata f. lacunosoides Gyeln. (1934).
- Cladonia fimbriata f. major (K.G. Hagen) Vain. (1927).
- Cladonia fimbriata f. marcella Vain.
- Cladonia fimbriata f. minor (K.G. Hagen) Vain.

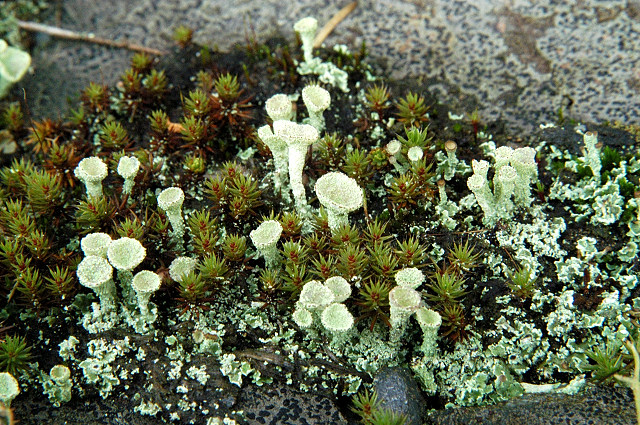
Cladonia fimbriata

- Cladonia fimbriata f. nemoxyna sensu auct. brit. p.max.p., (= Cladonia fimbriata).
- Cladonia fimbriata f. radiata Schreb.
- Cladonia fimbriata f. simplex (weis.) Flot.
- Cladonia fimbriata f. squamulosa B. de Lesd. (1946).
- Cladonia fimbriata f. stenoscypha A. Evans.
- Cladonia fimbriata f. stenoscypha Stuckenb.
- Cladonia fimbriata f. subcoranta Nyl.
- Cladonia fimbriata f. subcornuta Zahlbr.
- Cladonia fimbriata f. subprolifera Vain.
- Cladonia fimbriata f. subulata (L.) Vain.
- Cladonia fimbriata f. tortuosa (Delise) Harm.
- Cladonia fimbriata f. tubaeformis Flörke
- Cladonia fimbriata subvar. fimbriata (L.) Fr. (1831).

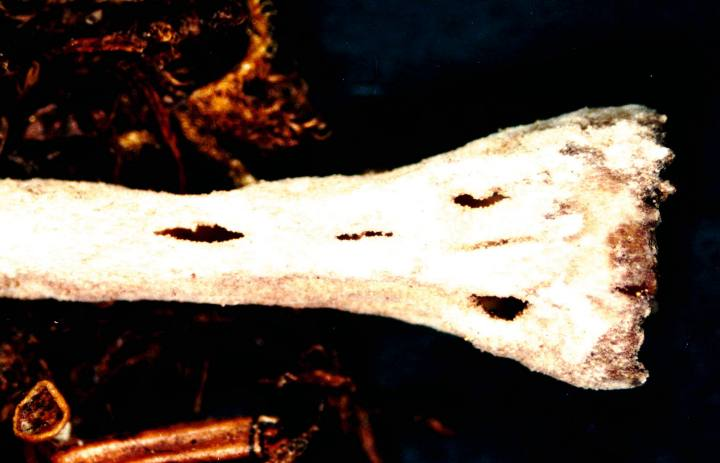
Cladonia fimbriata, apotecio

- Cladonia fimbriata var. acuminata B. de Lesd. (1946).
- Cladonia fimbriata var. adspersa F. Wilson (1887).
- Cladonia fimbriata var. ambigua Asahina (1941).

- Cladonia fimbriata var. antilopaea (Delise) Müll. Arg. (1882).
- Cladonia fimbriata var. balfourii (Cromb.) Vain. (1894), (= Cladonia subradiata).
- Cladonia fimbriata var. borbonica (Delise) Vain. (1894).
- Cladonia fimbriata var. chlorophaeoides Vain.
- Cladonia fimbriata var. chondroidea f. subprolifera
- Cladonia fimbriata var. chondroidea Vain.
- Cladonia fimbriata var. chondroidea f. chlorophaeoides (Vain.) Vain.
- Cladonia fimbriata var. coniocraea (Flörke) Nyl.
- Cladonia fimbriata var. cornutoradiata Vain., (= Cladonia subulata).
- Cladonia fimbriata var. fimbriata (L.) Fr. (1831).
- Cladonia fimbriata var. longipes (Flörke) Rabenh. (1845).

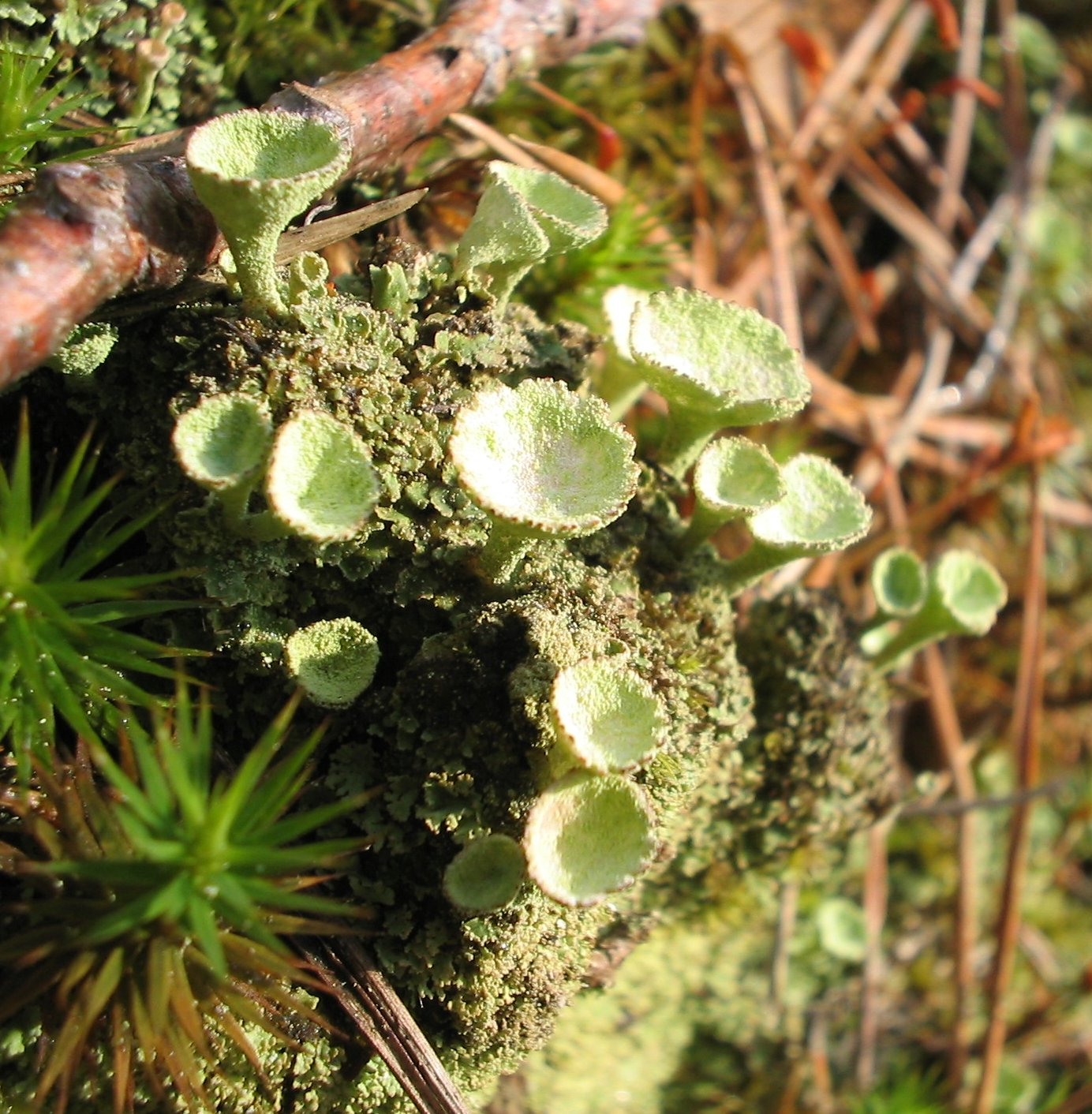
Cladonia fimbriata

- Cladonia fimbriata var. major (K.G. Hagen) H. Magn. (1936), (= Cladonia fimbriata).

- Cladonia fimbriata var. minor (K.G. Hagen) H. Magn. (1936).
- Cladonia fimbriata var. nemoxyna (Ach.) Coem.
- Cladonia fimbriata var. nemoxyna f. fibula (Ach.) Vain.
- Cladonia fimbriata var. ochrochlora (Floerke) Vain.
- Cladonia fimbriata var. ochrochlora (Flörke) Schaer., (= Cladonia ochrochlora).
- Cladonia fimbriata var. prolifera (Retz.) A. Massal.
- Cladonia fimbriata var. pseudoreagens Gyeln. (1934).
- Cladonia fimbriata var. pulverulenta (Delise) Müll. Arg.
- Cladonia fimbriata var. radiata (Schreb.) Cromb. (1831), (= Cladonia subulata).
- Cladonia fimbriata var. simplex (Weiss) Flot. ex Vain. (1894), (= Cladonia fimbriata).
- Cladonia fimbriata var. subacuminata Vain.
- Cladonia fimbriata var. subcornuta Nyl. ex Cromb., (= Cladonia subulata).
- Cladonia fimbriata var. subradiata Vain. (1894), (= Cladonia subradiata).
- Cladonia fimbriata var. subulata (L.) Vain. (1894), (= Cladonia subulata).
- Cladonia fimbriata var. subulata f. abortiva
- Cladonia fimbriata var. subulata f. abortiva Harm.
- Cladonia fimbriata var. subulata f. chordalis Ach.
- Cladonia fimbriata var. subulata f. subcornuta Zahlbr.
- Cladonia fimbriata var. tubaeformis (Hoffm.) Fr. (1831).
- Cladonia fimbriata var. ustulata Hook. f.